# Tierras altas centrales afganas
Las tierras altas centrales afganas, o tierras altas afganas (dari/persa: افغانستان کوهستانی; pastún: غرنی افغانستان), es una región geográfica de Afganistán. Se extiende desde el paso de Sabzak, cerca de Herat, en el oeste, hasta el Pequeño Pamir, en el noreste, e incluye la cordillera principal del Hindú Kush y forma una extensión occidental del Himalaya. Es una zona de tierras altas de más de 1500 m sobre el nivel del mar, situada en su mayoría entre 2000 y 3000 m, con algunos picos que se elevan por encima de los 6400 m. Normalmente, los fondos de los valles de la zona se destinan a la producción de cereales y hortalizas, y las montañas y altiplanos se utilizan como pastos en verano para el pastoreo de ovejas, cabras, vacas y camellos. Su superficie total es de unos 414.000 km².
La región cuenta con unos 225.000 km² de pastos de verano, que utilizan tanto las comunidades asentadas como los pastores nómadas, como los kuchis. Las principales zonas de pastos de la región son la de Nawur, en la provincia septentrional de Gazni (con una superficie de unos 600 km² y una altitud de hasta 3.350 m), y la de Shewa y el Pequeño Pamir, en la provincia oriental de Badajshán. El pasto del Pequeño Pamir, cuya altitud supera los 4.000 m, es utilizado por los kirguises afganos para la cría de ganado.
La región incluye las provincias de Bamiyán, Gazni, Gaur, Laugar, Nuristán, Paktiyá, Paktiká, Panjshir, Paruán y Vardak, la mayor parte de Badajshán, Daikondi, Kabul y Zabul, y partes adyacentes de algunas provincias vecinas. Está habitada por los chajar aimak, hazaras, kirguises, pastunes, tayikos, uzbekos, wakhis, y otras tribus.

## Historia

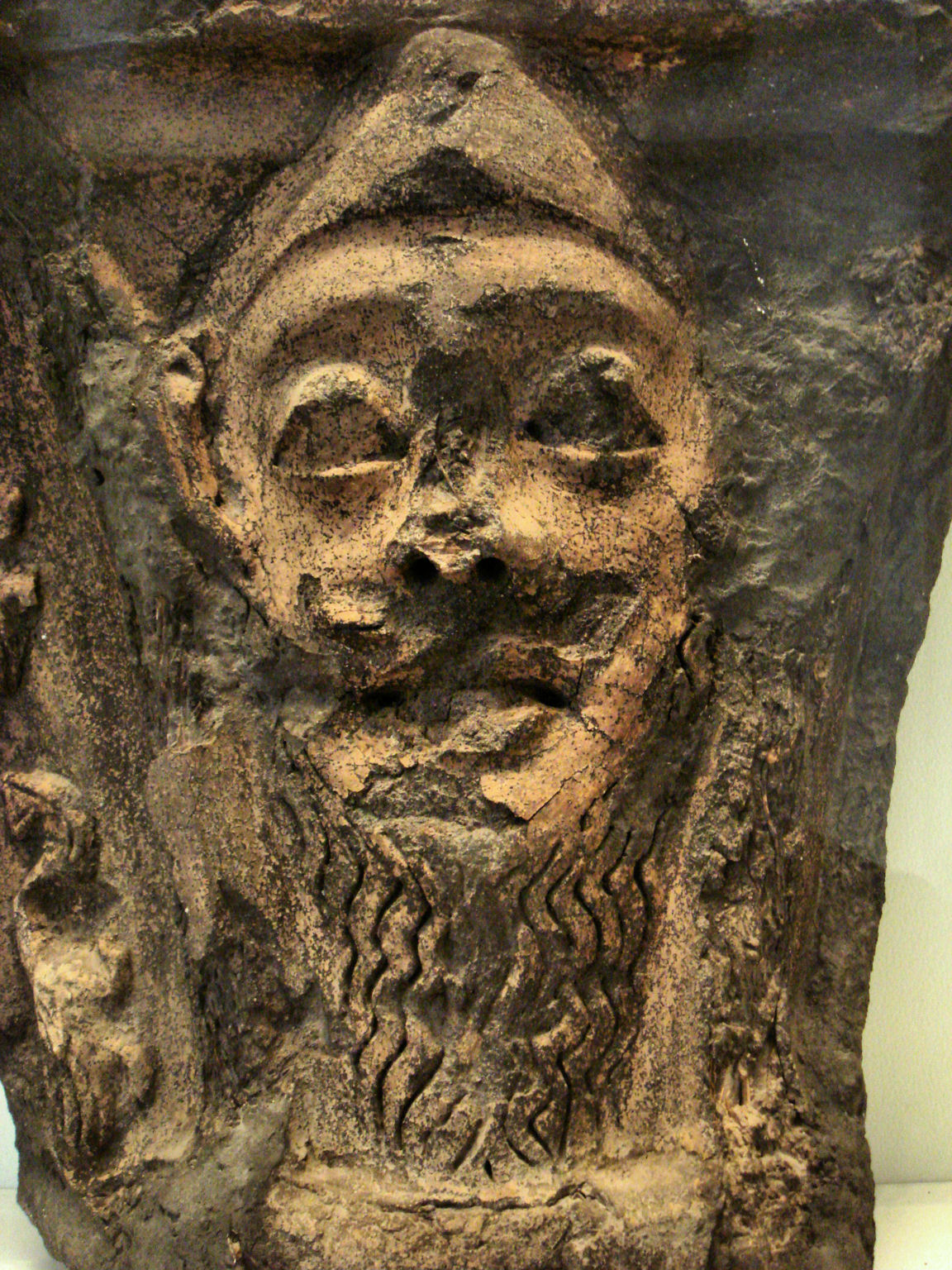
Estatua de un hombre barbudo con gorro, probablemente escita, Bamyan c. Siglo 3-4

Las Tierras altas formaban parte de una región más amplia habitada por tribus indoiranias en la antigüedad, que se llamaban a sí mismas Arya o Ārya. Según el erudito Michael Witzel, Airyanem Vaejah, es decir, "(el país) de los manantiales arios" o "los rápidos arios", que se mencionaba en la lista de Vendidad del Avesta como el primero y mejor de los "16 países arios" creados por Ahura Mazda, se encontraba en las Tierras altas centrales de Afganistán. Witzel afirmó que la lista de Vendidad "obviamente fue compuesta o redactada por alguien que consideraba a Afganistán y las tierras que lo rodean como el hogar de todos los arios (Airiia), es decir, de todos los iraníes (orientales), con Airyanem Vaejah como su centro".
Añadió que Airyanem Vaejah "también está situado en el centro de la economía avestana: todos los Airiia podían utilizarlo durante los dos meses de verano como pasto, al igual que siguen haciendo los afganos modernos. Las Tierras altas no son, como es típico en las sociedades primitivas, exactamente una tierra de nadie, sino un territorio común, utilizado, con derechos de pastoreo parcialmente superpuestos, por todos los Airiia". 

## Geografía

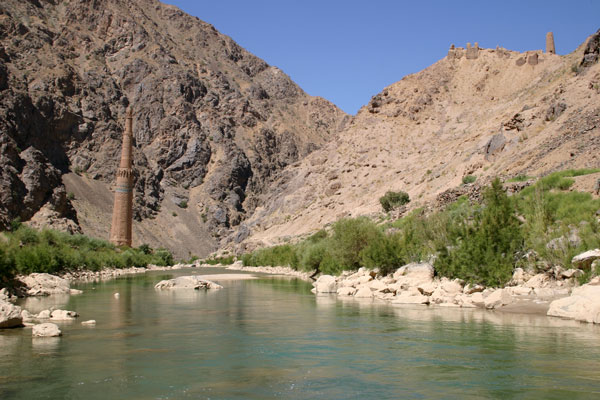
El río Hari cerca del minarete de Jam, Firozkoh

Las Tierras Altas están atravesadas por los ríos de Afganistán, como los ríos Kabul, Helmand, Farah, Hari, Marghab y Panj . En el paso de Shibar, el Koh-i-Baba se ramifica del Hindú Kush. La región tiene pastos de montaña durante el verano ( sardsīr ), regados por numerosos arroyos y ríos. También hay pastos disponibles durante el invierno en las tierras bajas cálidas vecinas ( garmsīr ), lo que hace que la región sea ideal para la trashumancia estacional. Existen bosques entre Nuristán y Paktiká en los bosques de coníferas montanos del este de Afganistán, y la tundra existe en el noreste. Un arco de montañas se extiende hasta Quetta, Ziarat y Kalat en Baluchistán en el sur, que albergan grandes bosques de enebros.
Hay alrededor de 4.000 glaciares con una superficie total de unos 2.700 km², en su mayoría ubicados entre 4.000 y 5.000 m sobre el nivel del mar. La mayor parte de los glaciares se encuentran en el este, sobre todo en las laderas orientadas al norte que están a la sombra de los picos de las montañas, o en las laderas orientales que están a la sombra de las nubes monzónicas. Los glaciares son una importante fuente de agua para beber y regar. Sin embargo, en la actualidad muestran signos de contracción y retroceso debido al cambio climático
La zona de Badashkhan, en el noreste de las tierras altas, es el epicentro de muchos de los terremotos en Afganistán

### Clima

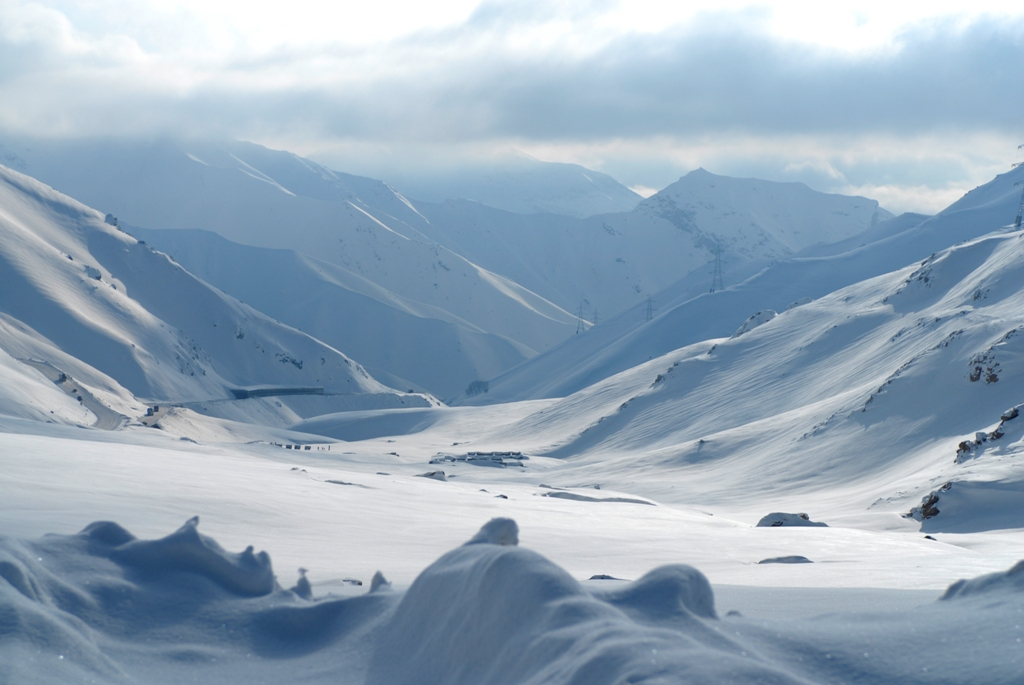
El paso de Salang durante el invierno

Las Tierras Altas tienen un invierno muy frío y la temperatura en enero puede llegar a ser inferior a los -30 °C (-22 °F). En invierno y a principios de la primavera, el tiempo está muy influenciado por las masas de aire frío del norte y el noroeste. La nieve suele caer de noviembre a marzo o abril, con nevadas ocasionales ya en octubre. En las laderas meridionales del Hindu Kush, que superan los 4.000 m, puede nevar en cualquier momento del año, incluso en pleno verano. La línea de nieve permanente en la región oscila entre los 4.600 y los 5.600 m, aunque también se pueden encontrar glaciares y abetos a una altitud de hasta 3.500 m. El verano es corto y fresco en las tierras altas, y está casi siempre despejado en todas partes excepto en la región del monzón oriental.

La precipitación varía considerablemente con la topografía, generalmente disminuyendo del este al árido oeste. Por ejemplo, la precipitación media anual es de 992 mm en North Salang en el este, pero solo 133 mm en Bamiyán en el oeste.
| Parámetros climáticos promedio de Panjab, Afganistán (altitud: 2,710 m) | Parámetros climáticos promedio de Panjab, Afganistán (altitud: 2,710 m) | Parámetros climáticos promedio de Panjab, Afganistán (altitud: 2,710 m) | Parámetros climáticos promedio de Panjab, Afganistán (altitud: 2,710 m) | Parámetros climáticos promedio de Panjab, Afganistán (altitud: 2,710 m) | Parámetros climáticos promedio de Panjab, Afganistán (altitud: 2,710 m) | Parámetros climáticos promedio de Panjab, Afganistán (altitud: 2,710 m) | Parámetros climáticos promedio de Panjab, Afganistán (altitud: 2,710 m) | Parámetros climáticos promedio de Panjab, Afganistán (altitud: 2,710 m) | Parámetros climáticos promedio de Panjab, Afganistán (altitud: 2,710 m) | Parámetros climáticos promedio de Panjab, Afganistán (altitud: 2,710 m) | Parámetros climáticos promedio de Panjab, Afganistán (altitud: 2,710 m) | Parámetros climáticos promedio de Panjab, Afganistán (altitud: 2,710 m) | Parámetros climáticos promedio de Panjab, Afganistán (altitud: 2,710 m) |
| Mes                                                                     | Ene.                                                                    | Feb.                                                                    | Mar.                                                                    | Abr.                                                                    | May.                                                                    | Jun.                                                                    | Jul.                                                                    | Ago.                                                                    | Sep.                                                                    | Oct.                                                                    | Nov.                                                                    | Dic.                                                                    | Anual                                                                   |
| ----------------------------------------------------------------------- | ----------------------------------------------------------------------- | ----------------------------------------------------------------------- | ----------------------------------------------------------------------- | ----------------------------------------------------------------------- | ----------------------------------------------------------------------- | ----------------------------------------------------------------------- | ----------------------------------------------------------------------- | ----------------------------------------------------------------------- | ----------------------------------------------------------------------- | ----------------------------------------------------------------------- | ----------------------------------------------------------------------- | ----------------------------------------------------------------------- | ----------------------------------------------------------------------- |
| Temp. máx. media (°C)                                                   | -10.4                                                                   | -9.4                                                                    | -3.4                                                                    | 4.1                                                                     | 14.6                                                                    | 19.7                                                                    | 22.9                                                                    | 22.4                                                                    | 18.7                                                                    | 12.1                                                                    | 1.1                                                                     | -7.5                                                                    | 7.1                                                                     |
| Temp. media (°C)                                                        | -14.8                                                                   | -13.3                                                                   | -7.8                                                                    | -0.8                                                                    | 7.7                                                                     | 12.4                                                                    | 15.2                                                                    | 14.7                                                                    | 11.1                                                                    | 5.4                                                                     | -4.7                                                                    | -12.9                                                                   | 1                                                                       |
| Temp. mín. media (°C)                                                   | -20.1                                                                   | -18                                                                     | -12.9                                                                   | -6.7                                                                    | -0.7                                                                    | 3.2                                                                     | 5.9                                                                     | 5.8                                                                     | 2.5                                                                     | -1.9                                                                    | -10.7                                                                   | -18.8                                                                   | -6                                                                      |
| Precipitación total (mm)                                                | 53                                                                      | 71                                                                      | 75                                                                      | 56                                                                      | 41                                                                      | 11                                                                      | 3                                                                       | 2                                                                       | 2                                                                       | 13                                                                      | 30                                                                      | 37                                                                      | 394                                                                     |
| Fuente: Climate-Data.org                                                |                                                                         |                                                                         |                                                                         |                                                                         |                                                                         |                                                                         |                                                                         |                                                                         |                                                                         |                                                                         |                                                                         |                                                                         |                                                                         |